# Havin Funda Saç
Havin Funda Saç (kurdisch Havîn Funda Saç; * 23. Oktober 1984 in Elbistan) ist eine türkische Schauspielerin und Model kurdischer Abstammung.

## Leben und Karriere
Saç wurde am 23. Oktober 1984 in Elbistan geboren. Sie studierte 2006 an der Universität Istanbul in der Abteilung Radio, Film und Fernsehen. Ihr Debüt gab sie 2008 in dem Film Der Sturm. Anschließend spielte sie 2009 in Deli Deli Olum mit. 2013 bekam sie für den Film (Q)üfür eine Hauptrolle.
Außerdem war sie 2021 in Zero Nine zu sehen. 2022 trat Saç in dem Kurzfilm Paths auf.

## Filmografie
- 2008: Der Sturm (Film)
- 2009: Deli Deli Olma (Film)
- 2013: (Q)üfür (Film)
- 2021: Zero Nine (Film)
- 2022: Paths (Kurzfilm)